# 両筑軌道

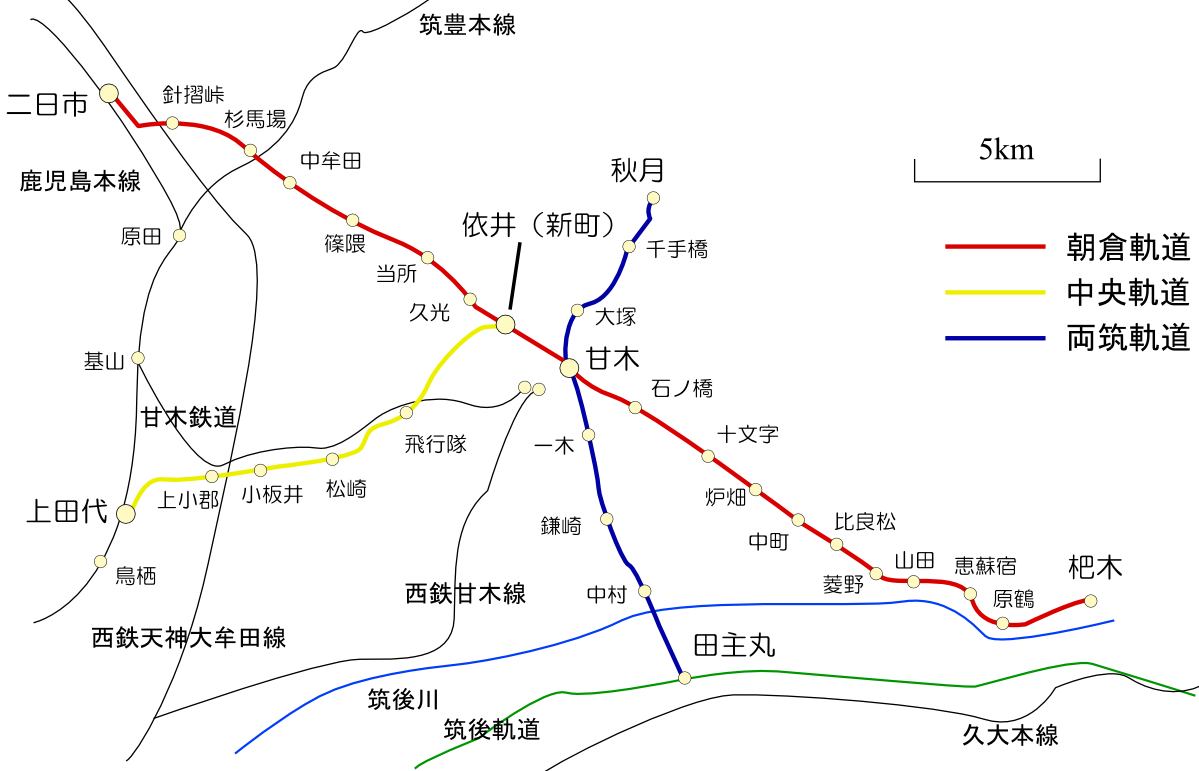
甘木周辺の鉄道概略図。黒線は現存する鉄道路線

両筑軌道（りょうちくきどう）は、かつて福岡県浮羽郡田主丸町（現・久留米市）と朝倉郡甘木町・秋月町（共に現・朝倉市）などで軽便鉄道・乗合バスを運営していた日本の企業、および同社の運営していた鉄道路線である。
新両筑軌道への事業引き継ぎ、朝倉軌道による買収、両筑産業への名称変更、鉄道路線全廃によるバス専業化などを経て、最終的には西日本鉄道に統合された。

## 概要

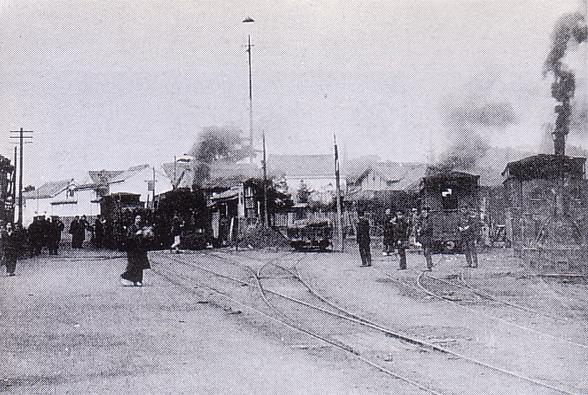
甘木駅の様子。右側が両筑軌道、左側は朝倉軌道である

筑後軌道に接続する田主丸と、朝倉軌道に接続する甘木を結ぶ鉄道路線として、1911年（明治44年）7月7日に特許が取得され、同年9月に鬼木申五郎らによって創立された会社が両筑軌道株式会社である。1912年（大正元年）9月8日に田主丸-甘木間が開業し、1913年（大正2年）1月23日には甘木からかつての城下町である秋月まで路線が延伸された。動力には蒸気機関車を用いており、路線は、朝倉軌道と接する甘木近辺を除き、ほぼ全線が専用軌道（新設軌道）であった。
当初の経営が順調であった両筑軌道は、秋月からさらに筑紫山地を超えて嘉穂郡へと延伸し、筑豊と筑後を結ぶ計画を立てる。これは筑後側からも筑豊側からも要望が強かったために株主の応募も多く、1920年（大正9年）には嘉穂郡碓井村（現・嘉麻市）内に上碓井-飯田間0.54kmを開業。この区間では、飯田で上山田線臼井駅に接続し、笹原炭鉱の石炭輸送を行なっていた。
しかし、1921年（大正10年）6月17日、筑後川で大洪水が発生する。これにより両筑軌道は、筑後川に架けていた木橋が流出してしまうという大被害を受けてしまった。このため運転休止を申請したが認可されず、運行は川の両岸で折り返しとした上で運転を午前・午後に1回ずつの1日2往復まで削減し、職員は事務長一人を残して全員解雇するなどして経費を削減した。なお、運転手は筑後軌道の非番の者や臨時雇いで補った。
そして、1925年（大正14年）には全資産を新両筑軌道に売却して再起を図る。しかし経営は好転せず、1927年（昭和2年）ごろには上碓井-飯田間が、1930年（昭和5年）7月には田主丸-甘木間が廃止となった。そして1931年（昭和6年）3月には朝倉軌道に買収され、社名は元の両筑軌道に再変更された。これ以降の両筑軌道は、形式上は独立した会社であったが、役員は朝倉軌道と共通となっており、運行は朝倉軌道田代線と一体化した形で行なわれるなど、実質的には朝倉軌道の支線であった。
1936年（昭和11年）9月には社名を両筑産業に改め、バス事業にも乗り出す。1938年（昭和13年）には朝倉軌道からバス事業を譲渡された。しかしその一方で、同年12月27日に甘木-秋月間が廃止され、両筑軌道の敷設した鉄道路線は全廃されることとなった。
その後は、かつての鉄道路線と平行する甘木-秋月間や甘木-田主丸間をはじめ、甘木-鳥栖間、杷木-大行司間、甘木-山家間などに路線を運営するバス会社として営業を続けたが、1941年（昭和16年）9月に、同地域のバス会社であった九州乗合自動車と統合されて東福岡交通となり、1943年（昭和18年）7月31日には西日本鉄道に統合された。現在では甘木観光バスが甘木-秋月間と甘木-田主丸間の路線を運行している。

### 路線データ
- 路線距離（営業キロ）：18.4km
- 軌間：914mm
- 駅数：22駅（起終点駅含む）
- 複線区間：なし（全線単線）
- 電化区間：なし（全線非電化）

## 年表
- 1911年（明治44年）7月7日 特許
- 1911年（明治44年）9月 会社創立
- 1912年（大正元年）9月8日 田主丸 - 甘木間が開業
- 1913年（大正2年）1月23日 甘木 - 秋月間が開業
- 1920年（大正9年）9月21日 上碓井 - 飯田間が開業
- 1921年（大正10年）6月17日 筑後川大洪水による被害
- 1924年（大正13年）11月28日両筑軌道に対する軌道敷設特許権を新両筑軌道に譲渡することを許可[7]
- 1925年（大正14年）4月27日 全資産を新両筑軌道に売却
- 1927年（昭和2年）6月1日 上碓井 - 飯田間廃止許可[8]
- 1930年（昭和5年）7月31日 田主丸 - 甘木間が廃止[9]
- 1931年（昭和6年）3月 朝倉軌道に買収される
- 1931年（昭和6年）5月12日 社名が再び両筑軌道に
- 1936年（昭和11年）9月14日 社名を両筑産業に改め、バス事業にも乗り出す
- 1938年（昭和13年） 朝倉軌道からバス事業を譲渡される
- 1938年（昭和13年）12月27日 甘木 - 秋月間が廃止され、鉄道全線が廃止
- 1941年（昭和16年）9月 両筑産業と九州乗合自動車が統合され、東福岡交通に
- 1943年（昭和18年）7月31日 東福岡交通が西日本鉄道に統合

## 駅一覧
廃止時点
- 田主丸 - 桜町 - 板町 - 立野 - 筑後川 - 中村 - 林田 - 鎌崎 - 小田 - 鳩胸 - 一木 - 来春 - 妙海 - 三福小路 - 水町 - 七日町 - 甘木 - 大塚 - 安川橋 - 下淵 - 千手橋 - 女男石 - 秋月
- 上碓井 - 飯田

## 輸送・収支実績
| 年度 | 輸送人員（人） | 貨物量（トン） | 営業収入（円） | 営業費（円） | 営業益金（円） | その他益金（円） | その他損金（円）   | 支払利子（円） |
| ---- | -------------- | -------------- | -------------- | ------------ | -------------- | ---------------- | ------------------ | -------------- |
| 1912 | 77,759         | 387            | 7,371          | 5,352        | 2,019          |                  |                    |                |
| 1913 | 151,660        | 1,375          | 17,811         | 10,108       | 7,703          |                  |                    |                |
| 1914 | 165,393        | 3,663          | 24,738         | 12,763       | 11,975         |                  |                    |                |
| 1915 | 195,150        | 4,977          | 26,095         | 14,050       | 12,045         |                  |                    |                |
| 1916 | 204,131        | 5,353          | 22,952         | 15,543       | 7,409          | 利子3,182        |                    |                |
| 1917 | 234,143        | 15,707         | 34,089         | 23,419       | 10,670         |                  |                    |                |
| 1918 | 251,157        | 27,329         | 50,245         | 42,550       | 7,695          |                  |                    |                |
| 1919 | 262,888        | 23,455         | 54,334         | 61,725       | ▲ 7,391        |                  |                    |                |
| 1920 | 264,467        | 6,180          | 57,796         | 63,413       | ▲ 5,617        |                  |                    |                |
| 1921 | 236,012        | 1,400          | 46,224         | 45,061       | 1,163          |                  |                    |                |
| 1922 | 222,657        | 1,023          | 39,843         | 44,489       | ▲ 4,646        |                  |                    |                |
| 1923 | 219,217        | 1,653          | 39,249         | 36,805       | 2,444          |                  |                    |                |
| 1924 | 197,653        | 1,834          | 35,666         | 35,682       | ▲ 16           |                  | 雑損2,916          | 1,761          |
| 1925 | 193,670        | 507            | 28,966         | 32,060       | ▲ 3,094        | 7,396            | 7,263              |                |
| 1926 | 209,210        | 468            | 30,877         | 25,659       | 5,218          | 2,240            | 償却金4,497        |                |
| 1927 | 169,168        | 1,338          | 29,191         | 29,375       | ▲ 184          |                  | 475                |                |
| 1928 | 142,935        | 1,099          | 26,338         | 26,174       | 164            | 自動車1,036      | 償却金及雑損1,430  |                |
| 1929 | 163,098        | 1,105          | 23,261         | 22,787       | 474            |                  | 自動車及雑損772    |                |
| 1930 | 78,002         | 744            | 17,862         | 15,840       | 2,022          | 自動車5,133      | 雑損7,836          |                |
| 1931 | 49,316         | 35             | 3,457          | 1,554        | 1,903          | 自動車10,332     | 償却金及雑損12,235 |                |
| 1932 | 33,551         | 1,595          | 2,426          | 2,684        | ▲ 258          | 自動車11,308     | 償却金11,050       |                |
| 1933 | 17,630         | 9,586          | 2,612          | 2,210        | 402            | 自動車10,767     | 償却金11,169       |                |
| 1934 | 5,034          | 17,160         | 4,164          | 1,605        | 2,559          | 自動車15,172     | 償却金17,731       |                |
| 1935 | 2,236          | 9,090          | 4,312          | 1,823        | 2,489          | 自動車26,287     | 償却金26,776       |                |
| 1936 | 2,446          | 10,575         | 8,432          | 1,979        | 6,453          | 自動車35,363     | 償却金34,963       |                |
| 1937 | 2,635          | 4,370          | 5,592          | 2,283        | 3,309          | 自動車48,516     | 償却金44,500       |                |

- 鉄道院年報、鉄道院鉄道統計資料、鉄道省鉄道統計資料、鉄道統計資料、鉄道統計より